# Кумас, Константинос
Константинос Михаил Кумас (греч. Κωνσταντίνος Μιχαήλ Κούμας, 1777 г., Лариса — 1836 г., Триест) — деятель греческого предреволюционного просвещения.

## Биография
Константинос Кумас родился в городе Лариса в 1777 году. Его отец Михаил Кумас был торговцем шубами. Опасаясь, что турки заберут сына в янычары, отец до десяти лет прятал сына дома, не отдавая его в школу и лишая посещения церкви. В 1787 году в Ларисе случилась эпидемия чумы и семья Константиноса Кумаса перебралась в близлежащий Тирнавос. Здесь маленький Константин научился чтению по церковным сборникам и книге монаха Агапия Ландоса «Спасение грешных». В пятнадцатилетнем возрасте родители отдали его в местную школу, где его учителем в течение 6 лет был Иоаннис Пезарос. В школе Константинос Кумас познакомился с греческими классиками и основами философии, а также математики и физики — к последним предметам Константинос Кумас проявлял особенный интерес.
По окончании школы митрополит Ларисы Дионисий взял его с собой в Константинополь, где рекомендовал его Великому драгуману Константину Ипсиланти. Когда Константин Ипсиланти получил в правление Молдово-Валахию, то он предложил Константиносу Кумасу поступить к нему на службу, но Кумас предпочёл стать учителем у себя на родине. Избегая турецкого террора Константинос Кумас поселился в городке Царицани в предгориях Олимпа, где и преподавал на разговорном греческом языке той эпохи. После этого он поселился в городке Амбелакия, где преподавали и другие деятели греческого просвещения, такие как Константас и Асанис. От последнего Кумас получил раннее значительные знания в области алгебры, которую впервые ввёл как урок в Царицани. Константинос Кумас писал что «в те годы преподавание математики считалось источником атеизма».
В Амбелакии Константинос Кумас вместе с Асанисом перевёл работу аббата Николы Луи де Лакайля «О конических сечениях» (Περί κωνικών τομών), которая была издана в Вене в 1803 году. После того, как приехавший из Вены Антимос Газис познакомился с Константиносом Кумасом, то он забрал его с собой и включил в редакцию издаваемого им греческого словаря. Когда же Антимос Газис перестал работать над словарём, то Константинос Кумас стал зарабатывать себе на жизнь уроками для богатых греческих торговцев и записался в Университет, делая упор на изучении «чистой и прикладной математики». В этот же период Константинос Кумас занялся переводом математических трудов с французского языка на греческий, причём в древней редакции языка, которая тогда считалась более соответствующей для математической науки.

## Смирна
При поощрении Адамантиоса Кораиса Кумас отправился в Смирну в июне 1809 года, где принял управление только что созданной в 1808 году Ионической академии.
Здесь Константинос Кумас преподавал математику, философию, экспериментальную физику, географию и этику, организовывая одновременно физические и химические опыты и снабдив школу необходимым оборудованием. Преподавание естественных наук на модернистской основе вытеснило господствующее до того церковное образование. Это вызывало реакцию старой церковной школы и высшего духовенства, в результате чего Академия была закрыта через год. Но Константинос Кумас был полон решимости продолжить свою работу и с помощью Кораиса взял на себя сбор необходимых денежных средств среди греческой диаспоры. Школа вновь открылась 1 сентября 1810 года под названием «Филологическая гимназия», которая функционировала на уровне современных европейских школ и её авторитет был высок в пределах и за пределами греческих земель.
В 1813 году по приглашению Вселенского патриарха Кирилла VI и Священного синода Константинос Кумас принял управление Школы патриархата, но проработал там только год. Когда в 1815 году в Смирне вышла замуж его дочь, то Константинос Кумас вернулся туда и вновь принял управление Филологической гимназии. Через 2 года сорокалетний Константинос Кумас уехал в октябре 1817 года в Вену для издания своих работ и углубления собственных знаний. Во время посещений университетов Германии, Константинос Кумас познакомился с современными ему учёными, такими как Фридрих Вольф, Вильгельм Круг, Фридрих Шеллинг. Университет Лейпцига провозгласил Константиноса Кумаса профессором Философии и Изящных искусств, выслав ему диплом в начале 1820 года, в это же время как Королевские Академии Берлина и Мюнхена сделали его своим почётным членом.
Через 2 года Константинос Кумас вернулся в Смирну, но застал свою школу закрытой. Константинос Кумас отказался принять управление Эвангелистической школы и приступил к работе над греко-немецком словарём Реймера.

## ВновьВена
Греческая революция, разразившаяся в 1821 году, сопровождалась резнёй греческого населения и вне регионов восстания. Всё имущество Константиноса Кумаса, включая его библиотеку, пропало в ходе турецких погромов и грабежей. Константиносу Кумасу удалось на австрийском корабле выбраться в Триест, а оттуда в Вену. Здесь он был арестован полицией по обвинению в заговоре, но вскоре был освобождён с ограничениями в передвижении.
В Вене ему удалось завершить и издать свой словарь. Сразу после этого Константинос Кумас приступил к написанию своего труда «История человеческих действий с древнейших времён до 1831 года» (Ιστορία των ανθρωπίνων πράξεων από των αρχαιοτάτων χρόνων μέχρι το 1831). Эта 12-томная работа, изданная в 1831 году, является самым большим его трудом. Все его работы были подвержены принципам Европейского просвещения, а его философские воззрения находятся под влиянием немецкой философии и в особенности Иммануила Канта.
В плане своего языкового выбора Кумас оставался самым верным и последовательным сторонником Кораиса и противником древнегреческого языка, который он считал тормозом в просвещении и прогрессе греческого образования. Константинос Кумас верил в общественный характер образования и считал что для достижения этой цели решительное значение имеет преподавание на более доступном языке.
Воссозданное Греческое государство дважды до 1836 года приглашало Константиноса Кумаса принять участие в преподавательской деятельности на своей территории. Но Константинос Кумас отказывался, ссылаясь на своё хрупкое здоровье. В конечном итоге Константинос Кумас переехал в Триест, где и умер в 1836 году от холеры.